# باغويو
باغويو أو باغيو هي مدينة من مدن الفلبين، يبلغ عدد سكانها 368٬426 نسمة وذلك حسب إحصائيات سنة 2015. يبلغ ارتفاع المدينة عن سطح البحر قرابة 853 متر متر، وتبلغ مساحتها 57.51 كم².

## الطقس
| البيانات المناخية لـBaguio (1981–2010, extremes 1909–2012) | البيانات المناخية لـBaguio (1981–2010, extremes 1909–2012) | البيانات المناخية لـBaguio (1981–2010, extremes 1909–2012) | البيانات المناخية لـBaguio (1981–2010, extremes 1909–2012) | البيانات المناخية لـBaguio (1981–2010, extremes 1909–2012) | البيانات المناخية لـBaguio (1981–2010, extremes 1909–2012) | البيانات المناخية لـBaguio (1981–2010, extremes 1909–2012) | البيانات المناخية لـBaguio (1981–2010, extremes 1909–2012) | البيانات المناخية لـBaguio (1981–2010, extremes 1909–2012) | البيانات المناخية لـBaguio (1981–2010, extremes 1909–2012) | البيانات المناخية لـBaguio (1981–2010, extremes 1909–2012) | البيانات المناخية لـBaguio (1981–2010, extremes 1909–2012) | البيانات المناخية لـBaguio (1981–2010, extremes 1909–2012) | البيانات المناخية لـBaguio (1981–2010, extremes 1909–2012) |
| الشهر                                                      | يناير                                                      | فبراير                                                     | مارس                                                       | أبريل                                                      | مايو                                                       | يونيو                                                      | يوليو                                                      | أغسطس                                                      | سبتمبر                                                     | أكتوبر                                                     | نوفمبر                                                     | ديسمبر                                                     | المعدل السنوي                                              |
| ---------------------------------------------------------- | ---------------------------------------------------------- | ---------------------------------------------------------- | ---------------------------------------------------------- | ---------------------------------------------------------- | ---------------------------------------------------------- | ---------------------------------------------------------- | ---------------------------------------------------------- | ---------------------------------------------------------- | ---------------------------------------------------------- | ---------------------------------------------------------- | ---------------------------------------------------------- | ---------------------------------------------------------- | ---------------------------------------------------------- |
| الدرجة القصوى °م (°ف)                                      | 29.7 (85.5)                                                | 28.7 (83.7)                                                | 30.4 (86.7)                                                | 30.0 (86.0)                                                | 29.4 (84.9)                                                | 28.7 (83.7)                                                | 27.9 (82.2)                                                | 27.7 (81.9)                                                | 28.0 (82.4)                                                | 27.7 (81.9)                                                | 28.2 (82.8)                                                | 28.2 (82.8)                                                | 30.4 (86.7)                                                |
| متوسط درجة الحرارة الكبرى °م (°ف)                          | 23.3 (73.9)                                                | 24.1 (75.4)                                                | 25.2 (77.4)                                                | 25.8 (78.4)                                                | 25.0 (77.0)                                                | 24.4 (75.9)                                                | 23.4 (74.1)                                                | 22.6 (72.7)                                                | 23.4 (74.1)                                                | 23.9 (75.0)                                                | 24.1 (75.4)                                                | 23.5 (74.3)                                                | 24.0 (75.2)                                                |
| المتوسط اليومي °م (°ف)                                     | 18.1 (64.6)                                                | 18.7 (65.7)                                                | 19.9 (67.8)                                                | 20.8 (69.4)                                                | 20.7 (69.3)                                                | 20.5 (68.9)                                                | 19.8 (67.6)                                                | 19.4 (66.9)                                                | 19.7 (67.5)                                                | 19.8 (67.6)                                                | 19.6 (67.3)                                                | 18.6 (65.5)                                                | 19.6 (67.3)                                                |
| متوسط درجة الحرارة الصغرى °م (°ف)                          | 12.9 (55.2)                                                | 13.4 (56.1)                                                | 14.5 (58.1)                                                | 15.9 (60.6)                                                | 16.4 (61.5)                                                | 16.5 (61.7)                                                | 16.3 (61.3)                                                | 16.2 (61.2)                                                | 16.0 (60.8)                                                | 15.7 (60.3)                                                | 15.1 (59.2)                                                | 13.7 (56.7)                                                | 15.2 (59.4)                                                |
| أدنى درجة حرارة °م (°ف)                                    | 6.3 (43.3)                                                 | 6.7 (44.1)                                                 | 7.4 (45.3)                                                 | 10.0 (50.0)                                                | 7.7 (45.9)                                                 | —                                                          | 12.5 (54.5)                                                | 12.8 (55.0)                                                | 12.6 (54.7)                                                | 11.3 (52.3)                                                | 9.2 (48.6)                                                 | 7.6 (45.7)                                                 | 6.3 (43.3)                                                 |
| معدل هطول الأمطار مم (إنش)                                 | 15.2 (0.60)                                                | 23.4 (0.92)                                                | 46.0 (1.81)                                                | 104.1 (4.10)                                               | 341.1 (13.43)                                              | 475.8 (18.73)                                              | 781.9 (30.78)                                              | 905.0 (35.63)                                              | 570.9 (22.48)                                              | 454.3 (17.89)                                              | 97.4 (3.83)                                                | 26.2 (1.03)                                                | 3٬841٫4 (151.24)                                           |
| متوسط الأيام الممطرة (≥ 0.1 mm)                            | 3                                                          | 3                                                          | 5                                                          | 9                                                          | 20                                                         | 22                                                         | 26                                                         | 27                                                         | 24                                                         | 17                                                         | 8                                                          | 4                                                          | 168                                                        |
| متوسط الرطوبة النسبية (%)                                  | 85                                                         | 84                                                         | 83                                                         | 84                                                         | 88                                                         | 89                                                         | 92                                                         | 93                                                         | 91                                                         | 89                                                         | 86                                                         | 84                                                         | 87                                                         |
| المصدر: PAGASA                                             |                                                            |                                                            |                                                            |                                                            |                                                            |                                                            |                                                            |                                                            |                                                            |                                                            |                                                            |                                                            |                                                            |

## توأمة
لباغويو اتفاقيات توأمة مع كل من:
- تيبيك
- فاليجو
- هانيا
- مقاطعة هونولولو
- كوسكو (23 أغسطس 1984 - )
- واكاناي

## أعلام
- دوغ كرامر
- بيندكت فرنانديز
- سانتياغو بوس
- فلورنسيو كامبومانز
- ديليا ألبرت
- روبرت برادفورد فوكس
- روبرت جاورسكي

## وصلات خارجية
- الموقع الرسمي